# 服部幸男
服部 幸男（はっとり ゆきお、1971年1月5日 - ）は、静岡県浜松市常光町（現・中央区常光町）出身の競艇選手である。登録番号は3422（64期）。身長167cm・B型。父の服部正彦は元競艇選手で、第21回東海地区選手権競走（1976年）と第31回浜名湖賞（1984年） の優勝者。

## 来歴
1971年1月5日、静岡県浜松市常光町に生まれる。父の服部正彦は競艇選手で、服部自身も幼いころから父親と同じ職業に就きたいと口にしていたという。中学卒業後、静岡県立浜名高等学校に進学するが学校が嫌いという理由で中退し、1988年4月に本栖研修所に入所。「落水王」と呼ばれながらも卒業時、模擬レースの勝率は7.49で同期生の中でトップだった。
- 過去暴走族に所属し、暴走行為が発覚して6ヶ月間の出場停止処分を受け、その反省後に暴走族と訣別したが、出場停止解除後は成績が急上昇し、1992年の全日本選手権競走でSG史上最年少優勝記録となる21歳で初優勝し、1997年には第12回賞金王決定戦競走では6コースからの進入で差しを決めて優勝を果たしている[9]。1期上には服部と同じく親子での競艇選手となった今垣光太郎[† 1]が、同期生に松井繁がいる。この3人は互いにライバル視しており、インタビュー等で公言することが多い。
- 2007年の平和島競艇場の総理大臣杯競走は、浜名湖競艇場・正月一般競走2日目でフライングをしたことによるフライング休みのため、出場できなくなった。
- 2007年9月11日桐生競艇場の開設51周年記念赤城雷神杯競走・準優勝戦でフライングを喫し、2007年11月7日から12月6日までフライング休みとなり、12月7日から2008年3月6日までのG1競走選出除外が決まったため、東海地区選手権競走の2連覇がなくなった。
- 2009年5月5日、浜名湖競艇場のGWレースで通算1500勝を達成。
- 2016年2月22日、通算100人目となる2000勝を達成[10]。
- 2017年、全24場制覇を達成[11]。
- 2022年8月9日、児島競艇場で開催された「BTS岡山わけ 開設1周年記念競走」にて、通算100回目の優勝を飾った。

## 成績

### SG・GI・GII優勝
すべて獲得順に掲載

#### SG
- 全日本選手権競走（1992年・平和島競艇場、史上最年少SG優勝）
- 総理大臣杯競走（1995年・平和島競艇場）
- 笹川賞競走（1995年・浜名湖競艇場）
- 賞金王決定戦競走（1997年・住之江競艇場）

#### GI
| 1993年 | 多摩川 | 施設改善記念       |
| 1993年 | 児島   | 周年記念           |
| 1994年 | 浜名湖 | 周年記念           |
| 1995年 | 浜名湖 | 地区選手権         |
| 1995年 | 多摩川 | 施設改善記念       |
| 1997年 | 浜名湖 | 周年記念           |
| 1997年 | 尼崎   | 新鋭王座決定戦     |
| 1997年 | 浜名湖 | 周年記念           |
| 1997年 | 下関   | 周年記念           |
| 1997年 | 宮島   | 周年記念           |
| 2001年 | 津     | 地区選手権         |
| 2001年 | 下関   | モーターボート大賞 |
| 2004年 | 蒲郡   | 地区選手権         |
| 2005年 | 大村   | 周年記念           |
| 2006年 | 浜名湖 | 周年記念           |
| 2007年 | 唐津   | 周年記念           |
| 2007年 | 浜名湖 | 地区選手権         |
| 2008年 | 戸田   | 周年記念           |
| 2009年 | 蒲郡   | ダイヤモンドカップ |
| 2009年 | 大村   | 周年記念           |
| 2016年 | 児島   | 周年記念           |

#### GII
- 競艇祭（2009年・大村競艇場）無傷の8連勝で完全優勝
- モーターボート大賞（2013年・蒲郡競艇場）

## 人物・エピソード
- 1990年代には競艇界のアイドル的存在で、女性人気ナンバーワンに君臨していた。
- 好物は地元浜松の名物である餃子。
- 選手紹介では毎回「ベストを尽くします!」とコメントする。
- 2006年の5月、4年間交際していた一般女性と結婚式を挙げ、10月には父親になった。
- 新人当時、内側艇を先に旋回させ、そのふところを遅れて旋回する「差し」という戦法が主流の中、自ら攻めて内側艇をまくり、さらに内側艇との空いたスペースに飛び込む「まくり差し（全速差し）」という戦法を生み出した選手である。この圧倒的破壊力を持つ戦法を駆使することで新人ながら多くの勝利を重ね、さらに競艇のCMに出演した際には「水の上では、先輩も後輩もない!」と発言し[† 2]、年功序列であった競艇の世界に一石を投じる結果となった。現在の若手主流、スピードターン全盛期を切り開いた一人である。
- 弟子に女子トップレーサーの長嶋万記や三浦永理らがいる。